# Eudendrium nodosum
Eudendrium nodosum är en nässeldjursart som beskrevs av John Fraser 1938. Eudendrium nodosum ingår i släktet Eudendrium och familjen Eudendriidae. Inga underarter finns listade i Catalogue of Life.